# Donald Ward Tinkle
Donald Ward Tinkle est un écologiste américain, né le 3 décembre 1930 à Dallas et mort le 21 février 1980 à Saline dans le Michigan.

## Biographie
En 1952, il obtient son Bachelor of Sciences à l’université méthodiste de Dallas puis étudie auprès de Fred Ray Cagle (1915-1968) à l’Université Tulane à La Nouvelle-Orléans où il obtient son Master of Sciences, en 1955, puis son Ph. D., en 1956.
Il enseigne à l’université d’État de l’ouest du Texas jusqu’en 1965 avant d’enseigner la zoologie au Muséum de zoologie de l’Université du Michigan et d’être conservateur du département des reptiles et des amphibiens. Il dirige le Muséum à partir de 1975, fonction qu’il conserve jusqu’à sa mort.
Malgré sa mort prématurée à 49 ans, il exerce une profonde influence sur de nombreux étudiants. Ses vues sur l’écologie et ses relations avec l’évolution sont très novatrices. Il reçoit l'Eminent Ecologist Award, décerné par l’Ecological Society of America en 1980. Une chaire professorale de l'université du Michigan à Ann Arbor porte son nom.

## Source
- Kraig Adler (1989). Contributions to the History of Herpetology, Society for the study of amphibians and reptiles.